# 内奏方
内奏方（ないそうがた）とは、室町幕府初期に設けられた訴訟機関の1つ。南北朝時代中期の貞和年間（1340年代後半）に幕府評定衆の中条挙房が頭人を務めていたと推定されている。
鎌倉幕府には内訴（ないそ）・奏事（そうじ）という直訴制度があった。前者は執権あるいは六波羅探題に内々に直訴するものであり、奏事は評定衆・引付衆・越訴奉行らに取り上げられなかった訴えを幕府に直接訴えるものであった。内奏方はこの仕組を継承したと考えられ、訴訟が取り上げられない場合や、管轄する訴訟機関が定まらない場合、訴訟の審理が遅延している場合などに内奏方に提訴を行った。内奏方は直接判断は行わなかったが、調査・審理を行って適切な訴訟機関に審理を命じる権限が与えられていた。
観応の擾乱に伴う幕府行政組織の崩壊に伴って衰退・廃止に至ったと考えられ、足利義満の時代には存在しなかったと見られている。